# 브라에스의 역설
브라에스의 역설은 교통체증이 심한 혼잡한 도로를 넓히지 않고 줄일 경우 오히려 교통량이 줄면서 보행환경이 개선된다는 원리이다. 독일의 수학자인 디트리히 브라에스가 발견한 원리로, 도로들의 연결 구조에 의해서 도로를 줄이면 교통량이 감소하고 도로를 넓히면 교통수요가 특정 경로에 집중되어 오히려 교통체증이 더욱 심해진다는 내용이다.
이에 따르면 자동차 수가 증가해 도로 정체가 빚어지면 교통체증 해소를 위해 새로운 도로를 건설해 상황을 개선하고자 하지만, 오히려 더 악화된다는 것이다. 즉, 도로가 확충되면 이를 이용하고자 하는 차량이 더 늘어나면서 악순환이 반복되지만, 반대로 도로를 축소하거나 폐쇄하면 아이러니하게도 교통체증이 보다 완화된다는 것이다.

## 같이 보기
- 루이스-모그리지 명제
- 유도된 수요